# エドウィン・マクミラン
エドウィン・マティソン・マクミラン（Edwin Mattison McMillan , 1907年9月18日 - 1991年9月7日）は、アメリカカリフォルニア州レドンド・ビーチ出身の化学者、物理学者。
カリフォルニア工科大学で1928年に学士号を取得、1929年に修士号を得た。さらに1932年、プリンストン大学で博士号を取得した。1934年、カリフォルニア大学バークレー校のバークレー放射研究所の職員となった。1940年にサイクロトロンを用いてウラン239からネプツニウムを得た。第二次世界大戦においては、レーダーやソナー、核兵器の研究に携わる。1945年、サイクロトロンを改良したシンクロトロンの着想を得た。1946年、同校の教授。1947年、アメリカ科学アカデミーの会員となる。
1951年、超ウラン元素の発見の功績によりノーベル化学賞をグレン・シーボーグとともに得た。1954年、ローレンス放射研究所の副所長となり、1958年に所長となった。その後、その職を1973年まで続けることとなる。1968年から1971年までアメリカ科学アカデミーの議長となった。エルサリートで没。